# Quatuor à cordes no 1 de Novák
Pour les articles homonymes, voir Quatuor à cordes no 1.
Le Quatuor à cordes no 1 en sol majeur opus 22 est le premier du genre de Vítězslav Novák. Composé en 1899, il trouve son inspiration dans les voyages du compositeur en Moravie, en Slovaquie et dans les montagnes du Tatras. Il est créé le 19 novembre 1900 par le Quatuor tchèque.

## Structure
1. Allegro moderato
2. Scherzo - Allegro comodo
3. Andante mesto - Allegro

- Durée d'exécution: vingt six minutes

## Source
- François-René Tranchefort (direction), Guide  de la Musique de Chambre, Paris, Fayard, coll. « Les indispensables de la musique », 1998 (1re éd. 1989), VIII-995 p. (ISBN 2-213-02403-0, OCLC 717306887, BNF 35064530), p. 676